# ۱۹۱۰

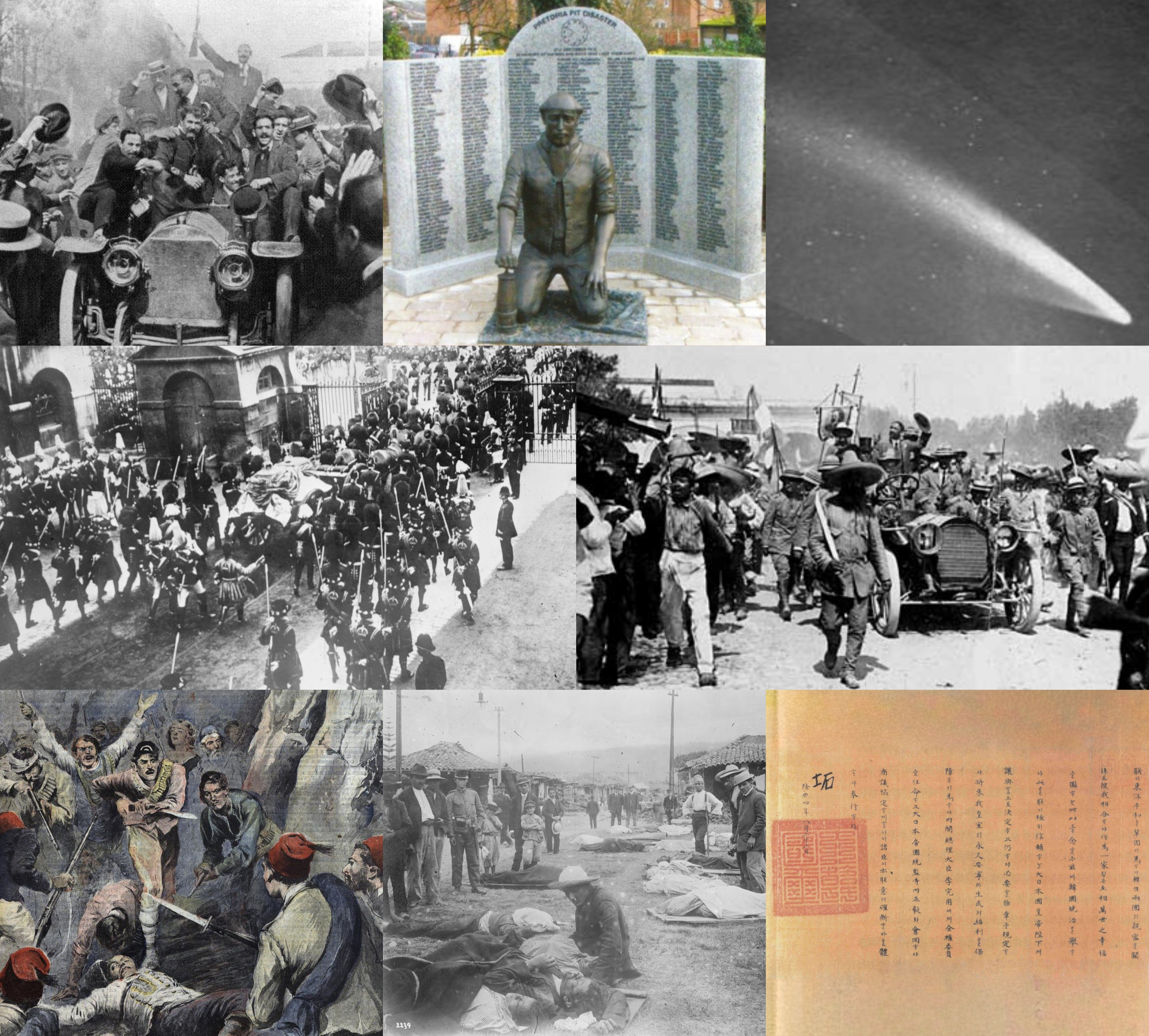

## رویدادها
- اندرو کارنگی، میلیونر آمریکایی موقوفه کارنگی برای صلح بین‌المللی را تأسیس کرد.
- امتیاز نمک، امتیاز برداشت نمک از تالاب میقان اراک

## زادروزها
- آرامائیس آقامالیان، کارگردان ایرانی
- ۴ ژانویه – جوزفین مک‌کین، بازیگر و ورزشکار آمریکایی (د. ۱۹۹۲)
- ۱۶ ژانویه – ماریو توبینو، شاعر و نویسنده ایتالیایی (د. ۱۹۹۱)
- ۲۳ ژانویه – جنگو راینهارت، گیتاریست و آهنگساز بلژیکی (د. ۱۹۵۳)
- ۵ فوریه – فرانسیسکو وارایو، بازیکن فوتبال آرژانتینی (د. ۲۰۱۰)
- ۱۳ فوریه – ویلیام شاکلی، فیزیک‌دان آمریکایی (د. ۱۹۸۹)
- ۱۷ فوریه – آرتور هانیکات، بازیگر آمریکایی (د. ۱۹۷۹)
- ۸ مارس – کلر تروور، بازیگر آمریکایی (د. ۲۰۰۰)
- ۹ مارس – ساموئل باربر، آهنگساز آمریکایی (د. ۱۹۸۱)
- ۲۳ مارس – آکیرا کوروساوا، فیلمنامه‌نویس، تدوینگر، تهیه‌کننده، و کارگردان ژاپنی (د. ۱۹۹۸)
- ۱۰ آوریل – پل سوئیزی، اقتصاددان آمریکایی (د. ۲۰۰۴)
- ۲۳ آوریل – سیمون سیمون، بازیگر فرانسوی (د. ۲۰۰۵)
- ۲۴ آوریل – پوپلا ماجو، بازیگر ایتالیایی (د. ۱۹۹۹)
- ۹ ژوئن – رابرت کامینگز، بازیگر آمریکایی (د. ۱۹۹۰)
- ۱۱ ژوئن – ژاک-ایو کوستو، افسر نیروی دریایی، کاشف، بوم‌شناس، مستندساز، عکاس، نویسنده، محقق فرانسوی و خالق آکوالانگ-آبشش مصنوعی (د. ۱۹۹۷)
- ۱۳ ژوئن – ماری ویکس، بازیگر آمریکایی (د. ۱۹۹۵)
- ۱۹ ژوئن – پل فلوری، شیمی‌دان و مهندس آمریکایی (د. ۱۹۸۵)
- ۴ ژوئیه – گلوریا استوارت، بازیگر و نقاش آمریکایی (د. ۲۰۱۰)
- ۱۴ سپتامبر – جک هاوکینز، بازیگر بریتانیایی (د. ۱۹۷۳)
- ۱۹ سپتامبر – مارگارت لیندزی، بازیگر آمریکایی (د. ۱۹۸۱)
- ۲۹ سپتامبر – ویرجینیا بروس، بازیگر و خواننده آمریکایی (د. ۱۹۸۲)
- ۱۵ دسامبر – جان هموند (تولیدکننده)، موسیقی‌دان آمریکایی (د. ۱۹۸۷)
- ۳۰ دسامبر – پل بولز، نویسنده و آهنگساز آمریکایی (د. ۱۹۹۹)

## مرگ‌ها
- ۶ مه – ادوارد هفتم، پادشاه پادشاهی متحده (ت. ۱۸۴۱)
- ۱۸ ژوئن – تادئوس روبل، دوچرخه‌سوار اهل امپراتوری آلمان (ز. ۱۸۷۷)
- لئو تولستوی نمایشنامه‌نویس و نویسنده روس.